# Hyobanche calvescens
Hyobanche calvescens är en snyltrotsväxtart som beskrevs av Gandoger. Hyobanche calvescens ingår i släktet Hyobanche och familjen snyltrotsväxter. Inga underarter finns listade i Catalogue of Life.